# Mademoiselle de Paris
Mademoiselle de Paris és una pel·lícula musical francesa dirigida el 1955 per Walter Kapps i produïda per Gaumont.

## Argument
El modista Maurice Darnal ha de tancar el seu negoci per fallida, provocant la desesperació de la seva mà dreta, Micheline, que l'estima en secret. La jove és contractada com a assistent d'una cantant famosa, però en una gira es retroba amb Maurice, qui li declara el seu amor. Es casen i obren una casa d'alta costura.

## Repartiment
- Jean-Pierre Aumont: Maurice Darnal
- Gisèle Pascal: Micheline Bertier
- René Blancard: Pare de Micheline
- Nadine Basile: Léa Berthier
- Raphaël Patorni: proveïdor
- Jacqueline François: ella mateixa
- Capucine: ella mateixa
- Henri Arius: l'actor
- Jean Marchat: Jean Hubert
- Raymond Loyer: Max
- Robert Seller: Notari
- Georges Sellier: Advocat
- André Pellenc
- Yannick Arvel
- Denise Carvenne

## Recepció
Fou seleccionada al Festival Internacional de Cinema de Sant Sebastià 1955.